# Werdershausen

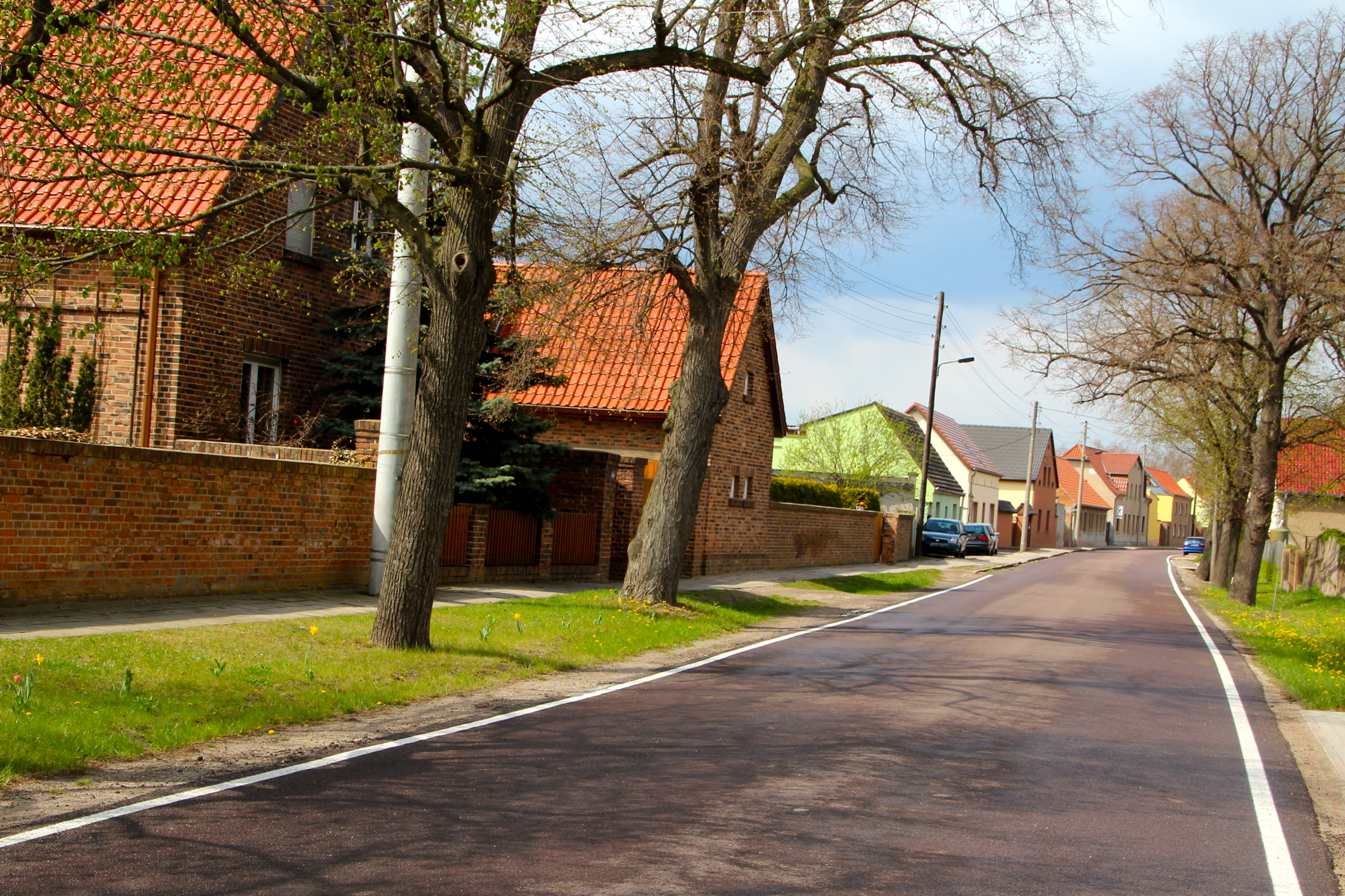
Dorfstraße

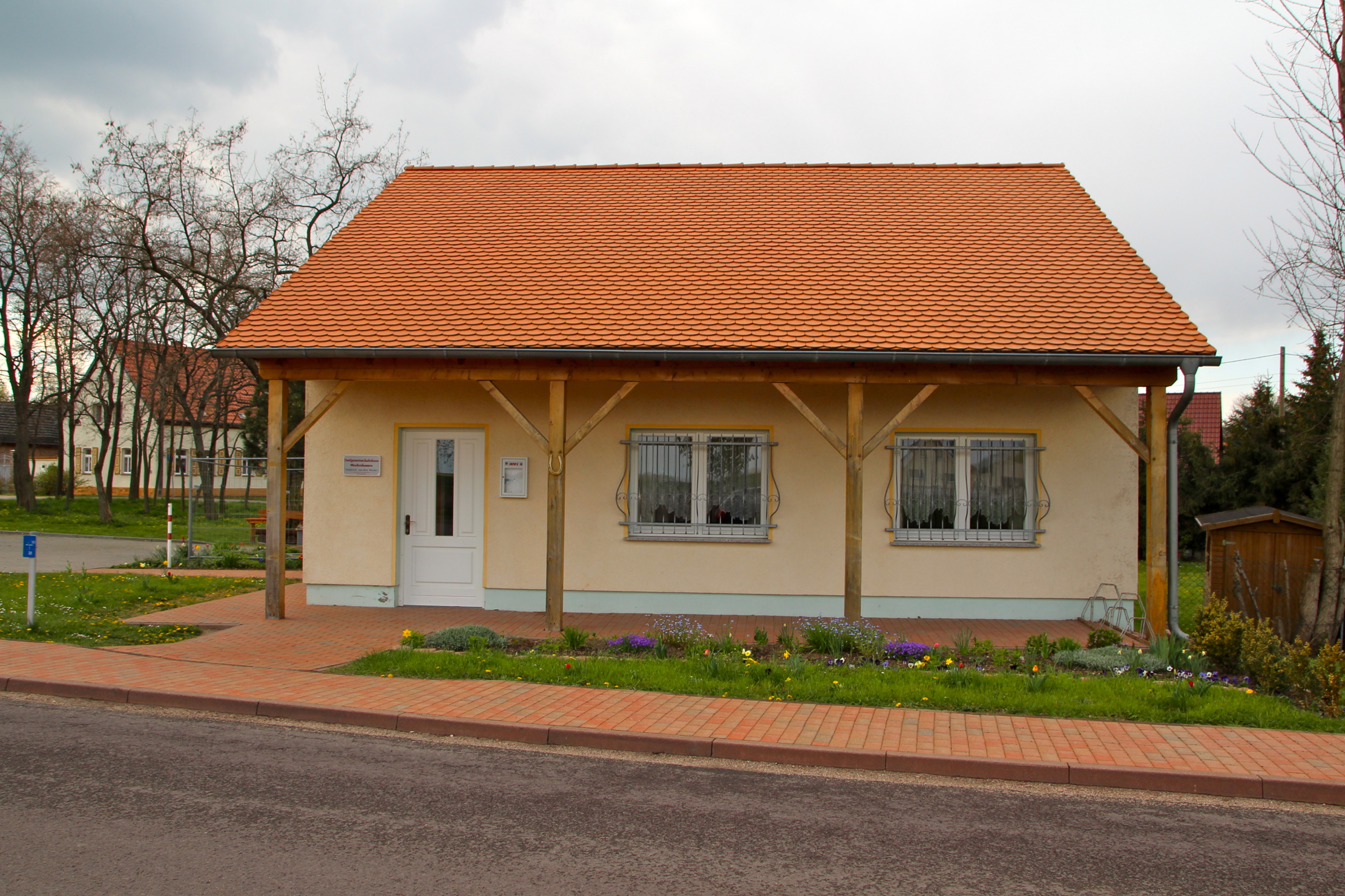
Dorfgemeinschaftshaus Werdershausen

Werdershausen ist ein Ortsteil von Gröbzig in der Einheitsgemeinde Südliches Anhalt im Landkreis Anhalt-Bitterfeld in Sachsen-Anhalt. Er liegt etwa in der Mitte des Städtedreiecks zwischen Halle (Saale), Bernburg und Köthen ungefähr zwei Kilometer südlich von Gröbzig.
Die Fuhne fließt westlich am Ort vorbei. Die Ortslage wird von drei Seiten durch das Landschaftsschutzgebiet Fuhneaue (LSG 49) begrenzt, zu dem auch der wiederhergestellte ehemalige Wasserpark gehört.

## Geschichte
Werdershausen wurde 1566/67 durch Hartwig von dem Werder auf den Resten des ehemaligen Gröbziger Vorwerks Sorge und der wüsten Ortschaft Gerbißdorff gegründet.

## Verkehrsanbindung
Werdershausen ist über die Bundesautobahn 14 zu erreichen. Von der zwischen Halle und Magdeburg gelegenen Abfahrt Löbejün sind es über Löbejün und Cattau noch etwa 8 km bis Werdershausen.
Seit 2010 führt der überregionale „Fuhneradweg“, eine Verbindung zwischen der Mulde und dem Saaleradweg, durch den Ort. Der Haltepunkt Werdershausen lag an der Bahnstrecke Nauendorf–Gerlebogk, welche inzwischen stillgelegt ist.

## Persönlichkeiten
Berühmtester Bürger des Ortes ist der Dichter Diederich von dem Werder (1587 – 1657), der auf Rittergut Werdershausen geboren wurde.
Am 16. Mai 1995 landete der damalige Bundeskanzler Helmut Kohl während einer Wahlkampftour mit einem Hubschrauber in Werdershausen auf dem Sportplatz. Nach einem Dorfrundgang und Gesprächen mit Bürgern des Ortes flog er nach gut zwei Stunden weiter.

## Vereinsleben
Aktiv sind der Werdershausener Carneval-Verein (gegründet 1988), der Heimat- und Gesangverein und der Hundeverein. Daneben gibt es auch Veranstaltungen wie das Maibaumsetzen mit dem dazugehörigen Fußballturnier, das Dorffest mit Ringreiten und das Osterfeuer.

## Verweise